# Neolitsea longifolia
Neolitsea longifolia är en lagerväxtart som först beskrevs av Teschn., och fick sitt nu gällande namn av Elmer Drew Merrill. Neolitsea longifolia ingår i släktet Neolitsea och familjen lagerväxter. Inga underarter finns listade i Catalogue of Life.